# Supersport-VM 2016
Supersport-VM 2016 arrangerades av Internationella motorcykelförbundet. Världsmästerskapet avgjordes över 12 omgångar. Säsongen inleddes den 27 februari i Australien och avslutades den 30 oktober i Qatar. Supersport körs vid samma tävlingshelger som Superbike-VM 2016 utom i USA då Supersport inte deltar. Den regerande världsmästaren, den turkiske Kawasakiföraren Kenan Sofuoğlu, försvarade sin titel. Han vann därmed sin femte VM-titel. Kawasaki vann också VM-titeln för konstruktörer.

## Tävlingskalender och heatsegrare
Tävlingarna körs 2016 som tidigare på söndag trots ändringarna i Superbikes tävlingsschema. Tävlingskalender:
| Datum | Bana           | Vinnare               | Märke                 |
| ----- | -------------- | --------------------- | --------------------- |
| 28/2  | Phillip Island | Randy Krummenacher    | Kawasaki              |
| 13/3  | Chang          | Jules Cluzel          | MV Agusta             |
| 3/4   | Aragón         | Kenan Sofuoğlu        | Kawasaki              |
| 17/4  | Assen          | Kyle Smith            | Honda                 |
| 31/4  | Imola          | Kenan Sofuoğlu        | Kawasaki              |
| 15/5  | Sepang         | Ayrton Badovini       | Honda                 |
| 29/5  | Donington      | Kenan Sofuoğlu        | Kawasaki              |
| 19/6  | Misano         | Kenan Sofuoğlu        | Kawasaki              |
| 24/7  | Monza          | Deltävlingen inställd | Deltävlingen inställd |
| 18/9  | Lausitz        | Kenan Sofuoğlu        | Kawasaki              |
| 2/10  | Magny-Cours    | Jules Cluzel          | MV Agusta             |
| 16/10 | Jerez          | Kenan Sofuoğlu        | Kawasaki              |
| 30/10 | Losail         | Kyle Smith            | Honda                 |

## Mästerskapsställning
Slutställning i förarmästerskapet efter 12 deltävlingar.
1. Kenan Sofuoğlu, 216 p. Klar världsmästare efter 11 deltävlingar.
2. Jules Cluzel, 142 p.
3. Randy Krummenacher, 140 p.
4. Patrick Jacobsen, 135 p.
5. Kyle Smith, 125 p.
6. Ayrton Badovini, 86 p.
7. Gino Rea, 81 p.
8. Alex Baldolini, 80 p.
9. Federico Caricasulo, 75 p.
10. Niki Tuuli, 60 p.

Inalles 40 förare tog VM-poäng.

## Startlista
Provisorisk startlista:
| Startlista                      | Startlista  | Startlista       | Startlista | Startlista          | Startlista |
| Team                            | Konstruktör | Motorcykel       | Nr         | Förare              |            |
| ------------------------------- | ----------- | ---------------- | ---------- | ------------------- | ---------- |
| Kawasaki Puccetti Racing        | Kawasaki    | Kawasaki ZX-6R   | 1          | Kenan Sofuoğlu      |            |
| Kawasaki Puccetti Racing        | Kawasaki    | Kawasaki ZX-6R   | 21         | Randy Krummenacher  |            |
| Honda World Supersport Team     | Honda       | Honda CBR600RR   | 2          | Patrick Jacobsen    |            |
| GRT Racing Team                 | MV Agusta   | MV Agusta F3 675 | 4          | Gino Rea            |            |
| GRT Racing Team                 | MV Agusta   | MV Agusta F3 675 | 41         | Aiden Wagner        |            |
| Orelac Racing VerdNatura        | Kawasaki    | Kawasaki ZX-6R   | 10         | Nacho Calero        |            |
| Orelac Racing VerdNatura        | Kawasaki    | Kawasaki ZX-6R   | 63         | Zulfahmi Khairuddin |            |
| Team Goeleven                   | Kawasaki    | Kawasaki ZX-6R   | 11         | Christian Gamarino  |            |
| Team Goeleven                   | Kawasaki    | Kawasaki ZX-6R   | 69         | Ondřej Ježek        |            |
| MV Agusta Reparto Corse         | MV Agusta   | MV Agusta F3 675 | 16         | Jules Cluzel        |            |
| MV Agusta Reparto Corse         | MV Agusta   | MV Agusta F3 675 | 87         | Lorenzo Zanetti     |            |
| Gemar Ballons – Team Lorini     | Honda       | Honda CBR600RR   | 19         | Kevin Wahr          |            |
| Gemar Ballons – Team Lorini     | Honda       | Honda CBR600RR   | 68         | Glenn Scott         |            |
| Gemar Ballons – Team Lorini     | Honda       | Honda CBR600RR   | 86         | Ayrton Badovini     |            |
| Race Department ATK#25          | MV Agusta   | MV Agusta F3 675 | 25         | Alex Baldolini      |            |
| CIA Landlord Insurance Honda    | Honda       | Honda CBR600RR   | 35         | Stefan Hill         |            |
| CIA Landlord Insurance Honda    | Honda       | Honda CBR600RR   | 78         | Hikari Okubo        |            |
| CIA Landlord Insurance Honda    | Honda       | Honda CBR600RR   | 81         | Luke Stapleford     |            |
| CIA Landlord Insurance Honda    | Honda       | Honda CBR600RR   | 111        | Kyle Smith          |            |
| Team Factory Vamag              | MV Agusta   | MV Agusta F3 675 | 44         | Roberto Rolfo       |            |
| Bardahl Evan Bros. Honda Racing | Honda       | Honda CBR600RR   | 64         | Federico Caricasulo |            |
| Ranieri Med – SC Racing         | Yamaha      | Yamaha YZF-R6    | 77         | Kyle Ryde           |            |
| Response RE Racing              | Kawasaki    | Kawasaki ZX-6R   | 83         | Lachlan Epis        |            |
| Schmidt Racing                  | MV Agusta   | MV Agusta F3 675 | 88         | Nicolás Terol       |            |
| FIM Europe Supersport Cup       |             |                  |            |                     |            |
| Floramo Monaco Racing Team SM   | Honda       | Honda CBR600RR   | 6          | Davide Stirpe       |            |
| R2 MotorRacing Team             | Kawasaki    | Kawasaki ZX-6R   | 7          | Angelo Licciardi    |            |
| VFT Racing                      | Yamaha      | Yamaha YZF-R6    | 12         | Christopher Gobbi   |            |
| Yohann Moto Sport               | Suzuki      | Suzuki GSX-R600  | 23         | Cédric Tangre       |            |
| San Carlo Team Italia           | Kawasaki    | Kawasaki ZX-6R   | 47         | Axel Bassani        |            |
| San Carlo Team Italia           | Kawasaki    | Kawasaki ZX-6R   | 61         | Alessandro Zaccone  |            |
| WILSport Racedays Honda         | Honda       | Honda CBR600RR   | 50         | Braeden Ortt        |            |
| WILSport Racedays Honda         | Honda       | Honda CBR600RR   | 96         | Javier Orellana     |            |
| DS Junior Team                  | Kawasaki    | Kawasaki ZX-6R   | 55         | Ilya Mikhalchik     |            |
| MTM / HM Kawasaki               | Kawasaki    | Kawasaki ZX-6R   | 84         | Loris Cresson       |            |
| Schmidt Racing                  | MV Agusta   | MV Agusta F3 675 | 119        | János Chrobák       |            |

| Färgkod           | Färgkod |
| ----------------- | ------- |
| Ordinarie förare  |         |
| Wildcard          |         |
| Ersättningsförare |         |